# Микаберидзе, Руслан Григорьевич
Руслан Григорьевич Микабери́дзе (груз. რუსლან გრიგოლის ძე მიქაბერიძე) (24 августа 1939, Харьков, УССР, СССР — 16 декабря 2020, Тбилиси, Грузия) — советский и грузинский актёр театра и кино, мастер дубляжа. Заслуженный артист Грузинской ССР (1981).

## Биография
Родился 24 августа 1939 года в Харькове. В кино снимался с 1966 по 2011 год. Сыграл более чем в сорока художественных фильмах, в основном — в ролях второго плана и эпизодах. Наиболее известные роли — Гиви Иванович Гоглидзе, командир лётного отряда аэропорта Телави в фильме «Мимино», а также Тофик Рустамов в фильме «Сибириада». Состоял в труппах Государственного академического театра им. К. Марджанишвили и Государственного драматического театра им. Ш. Руставели.
Работал на киностудии «Грузия-фильм». Наряду с актёрской карьерой занимался поэзией и опубликовал несколько сборников своих стихов. Принимал участие в грузинском национально-освободительном движении.
Скончался 16 декабря 2020 года в Тбилиси.

## Фильмография
- 1966 — Белые, белые аисты
- 1972 — Похищение луны — Джотто
- 1975 — Любовь с первого взгляда
- 1976 — Настоящий тбилисец и другие — служащий / Гурам Эрастович Коберидзе
- 1977 — Берега (1, 3 и 6 серии) — жандарм Швангирадзе
- 1977 — Будем знакомы (киноальманах). Фильм «Гонки».
- 1977 — Мимино — Гиви Иванович Гоглидзе, командир лётного отряда аэропорта Телави
- 1978 — Сибириада — Тофик Закирович Рустамов
- 1979 — Ника в горах
- 1979 — Опасные друзья — «Сатана», убитый грабитель
- 1980 — Почему свистит соловей (короткометражный)
- 1980 — Цель — моряк
- 1980 — Шальная пуля
- 1980 — Тегеран-43 — террорист
- 1981 — Пловец — Доменти Думбадзе
- 1983 — В холодильнике кто-то сидел — Арсен
- 1983 — Ратили — грузин-певец
- 1984 — Путешествие молодого композитора — Шалва Хетерели
- 1984 — Белая роза бессмертия — Чудище
- 1986 — Нейлоновая ёлка — водитель автобуса
- 1986 — Чегемский детектив — Бахут
- 1987 — Приключения Элли и Рару — Гугу, водитель рефрижератора
- 1987 — Хареба и Гоги — генерал
- 1988 — Фонарь на ветру
- 1989 — Майский снег — машинист
- 1989 — Отстранённые (киноальманах) — прохожий
- 1989 — Прошлое всегда с нами — декан ВГИКа
- 1989 — Турандот — режиссёр на худсовете
- 1990 — Ох, этот страшный, страшный телевизор — Анзор
- 1990 — Паспорт — турок Мустафа
- 1992 — Сделка (короткометражный)
- 2005 — И шёл поезд — пассажир
- 2011 — Сделка через 20 лет — Како

## Озвучивание
- 1987 — Баллада о певце (анимационный)